# همسر در سفر… دل‌داده در شهر
همسر در سفر… دل‌داده در شهر (ایتالیایی: La moglie in vacanza... l'amante in città) یک کمدی سکسی سبک ایتالیایی به کارگردانی سرجو مارتینو است که در سال ۱۹۸۰ منتشر شد.

## بازیگران
- رنتسو مونتانیانی
- ادویژ فنش
- باربارا بوشه
- لینو بانفی
- تولیو سولنگی
- ماریزا مرلینی
- پیپو سانتوناستاسو
- ماریا ترسا روسا